# Lena Petermann
Lena Petermann (Cuxhaven, 5 februari 1994) is een voetbalspeelster uit Duitsland. Ze speelt als aanvaller voor Leicester City WFC in de Super League.

## Clubcarrière
Petermann begon met voetballen in een jongensteam van TSV Otterndorf. Ook voetbalde ze voor de combinatie Altenwalde/Wanna (JSG OttAWA) alvorens ze in de winter 2009 vertrok naar SV Ahlerstedt/Otterndorf.
De profcarrière van Petermann begon op het hoogste niveau bij Hamburger SV. Op 20 september 2009 maakte ze haar debuut in de Bundesliga in een 1-4 nederlaag tegen FCR 2001 Duisburg. Petermann maakte haar eerste doelpunt in de Bundesliga in een met 4-2 gewonnen uitwedstrijd tegen 1. FC Saarbrücken. In 2013 kwam ze een jaar uit voor het universiteitsteam UCF Knight in Florida in de Verenigde Staten. Hier werd ze benoemd tot 'Conference rookie of the year'.
Na een succesvol WK -20 met Duitsland -20 in 2014, keerde Petermann terug in Duitsland bij SC Freiburg.
Voorafgaand aan het seizoen 2018/19 maakte Petermann, na 74 competitiewedstrijden en 13 bekerwedstrijden te hebben gespeeld voor SC Freiburg, de overstap naar competitiegenoot 1. FFC Turbine Potsdam. Na een jaar in Potsdam liet ze Duitsland opnieuw achter zich en ging ze naar het Franse Montpellier HSC waar ze vier jaar als speelster actief was.
In 2023 maakte Petermann een transfer naar de Engelse club Leicester City WFC actief in de Super League, waar ze een tweejarig contract tekende. In mei 2025 keerde Petermann terug in haar geboorteland door een contract te tekenen bij SV Werder Bremen.

## Statistieken
| Seizoen | Club                   | Land      | Competitie          | Wedstrijden | Doelpunten |
| ------- | ---------------------- | --------- | ------------------- | ----------- | ---------- |
| 2009/10 | Hamburger SV           | Duitsland | Bundesliga          | 15          | 2          |
| 2010/11 | Hamburger SV           | Duitsland | Bundesliga          | 14          | 3          |
| 2011/12 | Hamburger SV           | Duitsland | Bundesliga          | 2           | 0          |
| 2014/15 | SC Freiburg            | Duitsland | Bundesliga          | 19          | 5          |
| 2015/16 | SC Freiburg            | Duitsland | Bundesliga          | 22          | 5          |
| 2016/17 | SC Freiburg            | Duitsland | Bundesliga          | 14          | 5          |
| 2017/18 | SC Freiburg            | Duitsland | Bundesliga          | 19          | 7          |
| 2018/19 | 1. FFC Turbine Potsdam | Duitsland | Bundesliga          | 10          | 7          |
| 2019/20 | Montpellier HSC        | Frankrijk | Division 1 Féminine | 16          | 9          |
| 2020/21 | Montpellier HSC        | Frankrijk | Division 1 Féminine | 13          | 6          |
| 2021/22 | Montpellier HSC        | Frankrijk | Division 1 Féminine | 22          | 10         |
| 2022/23 | Montpellier HSC        | Frankrijk | Division 1 Féminine | 7           | 1          |
| 2023/24 | Leicester City WFC     | Engeland  | Super League        | 20          | 5          |
| 2024/25 | Leicester City WFC     | Engeland  | Super League        | 0           | 0          |
| Totaal  | Totaal                 | Totaal    | Totaal              | 193         | 65         |

Laatste update: 20 mei 2025

## Interlandcarrière
Petermann maakte haar debuut voor het Duitse nationale team op 6 maart 2015 tijdens een wedstrijd op de Algarve Cup tegen China. Ze was onderdeel van de Duitse selectie op het WK 2015 in Canada. Op dit eindtoernooi maakte Petermann haar eerste twee interlanddoelpunten door de 2-0 in de 56ste minuut en de 3-0 in de 58ste minuut te maken in het groepsfase-duel tegen Thailand.
- Gemeinsame Normdatei: 1264076010
- Virtual International Authority File: 5795166007104075590000